# Mútne
Mútne é um município da Eslováquia, situado no distrito de Námestovo, na região de Žilina. Tem 64,45 km² de área e sua população em 2018 foi estimada em 3.012 habitantes.

## Demografia
| Ano:        | 1994 | 2004   | 2014   | 2024    |
| ----------- | ---- | ------ | ------ | ------- |
| Broj ljudi: | 2562 | 2805   | 2911   | 3249    |
| Razlika:    |      | +9,48% | +3,77% | +11,61% |

| Ano:               | 2023 | 2024   |
| ------------------ | ---- | ------ |
| Número de pessoas: | 3207 | 3249   |
| Diferença:         |      | +1,30% |